# Platysenta fea
Platysenta fea är en fjärilsart som beskrevs av Druce. Platysenta fea ingår i släktet Platysenta och familjen nattflyn. Inga underarter finns listade i Catalogue of Life.